# Dennenspleetliptrilzwam
De dennenspleetliptrilzwam (Sirotrema translucens) is een schimmel behorend tot de trilzwammen. Deze biotrofe parasiet komt voor in naaldbossen. Hij groeit op ascomyceten.

## Verspreiding
In Nederland komt de dennenspleetliptrilzwam uiterst zeldzaam voor.